# 대한민국 형법 제57조
대한민국 형법 제57조는 판결선고전 구금일수의 통산에 대한 형법총칙의 조문이다.

## 조문
제57조(판결선고전 구금일수의 통산) ① 판결선고전의 구금일수는 그 전부를 유기징역, 유기금고, 벌금이나 과료에 관한 유치 또는 구류에 산입한다.  <개정 2014.12.30.>
②전항의 경우에는 구금일수의 1일은 징역, 금고, 벌금이나 과료에 관한 유치 또는 구류의 기간의 1일로 계산한다.
[2014.12.30. 법률 제12898호에 의하여 2009.6.25. 위헌 결정된 제57조제1항을 개정함]

第57條(判決宣告前 拘禁日數의 通算) ① 判決宣告前의 拘禁日數는 그 전부를 有期懲役, 有期禁錮, 罰金이나 科料에 關한 留置 또는 拘留에 算入한다.  <개정 2014.12.30.>
②前項의 境遇에는 拘禁日數의 1日은 懲役, 禁錮, 罰金이나 科料에 關한 留置 또는 拘留의 期間의 1日로 計算한다.
[2014.12.30. 법률 제12898호에 의하여 2009.6.25. 위헌 결정된 제57조제1항을 개정함]

## 판례
- 외국에서 이루어진 미결구금을 형법 제57조 제1항에서 규정한 ‘본형에 당연히 산입되는 미결구금’과 같다고 볼 수 없다. 결국 미결구금이 자유 박탈이라는 효과 면에서 형의 집행과 일부 유사하다는 점만을 근거로, 외국에서 형이 집행된 것이 아니라 단지 미결구금되었다가 무죄판결을 받은 사람의 미결구금일수를 형법 제7조의 유추적용에 의하여 그가 국내에서 같은 행위로 인하여 선고받는 형에 산입하여야 한다는 것은 허용되기 어렵다.[1]

## 참고 문헌
- 신이철, 형법총론, 경찰승진연구회, 2005. ISBN 9788988777886
- 조현욱, 형법총론강의, 진원사, 2008 ISBN 9788990904621
- 손동권, 형법총론, 栗谷出版社, 2011. ISBN 9788991830936

1. ↑  대판 2017.8.24, 2017도5977 전원합의체